# Yehuda Avner
Yehuda Avner (* 30. Dezember 1928 in Manchester, England; † 24. März 2015 in Jerusalem) war ein israelischer Diplomat.
Avner wurde 1928 in Manchester geboren. Er emigrierte 1947 in das britische Mandatsgebiet Palästina. Dort wurde er eines der Gründungsmitglieder des Kibbuz Lavi in Galiläa. In den späten 1950er Jahren trat er dem israelischen auswärtigen Dienst bei. Während seiner diplomatischen Karriere war Avner unter anderem Konsul in New York City, von 1983 bis 1988 Botschafter im Vereinigten Königreich, mit gleichzeitiger Akkreditierung in Irland, sowie von 1992 bis 1995 Botschafter in Australien.
1995 wurde der Yehuda Avner Chair für Religions- und Politikwissenschaft an der Bar-Ilan-Universität eingerichtet. Avner war auch als Gastkolumnist für die Jerusalem Post tätig. Er starb am 24. März 2015 im Alter von 86 Jahren in seinem Zuhause in Jerusalem an den Folgen einer Krebserkrankung.